# Amt Nottuln
Das Amt Nottuln war ein Amt im Landkreis Münster in Nordrhein-Westfalen. Im Rahmen der nordrhein-westfälischen Gebietsreform wurde das Amt zum 1. Januar 1975 aufgelöst.

## Geschichte
Im Rahmen der Einführung der Landgemeindeordnung für die Provinz Westfalen wurde 1844 im Landkreis Münster die Bürgermeisterei Nottuln in das Amt Nottuln überführt. Dem Amt gehörten die drei Gemeinden Nottuln, Appelhülsen und Schapdetten an.
Das Amt Nottuln wurde zum 1. Januar 1975 durch das Münster/Hamm-Gesetz aufgelöst.  Appelhülsen und Schapdetten wurden in die Gemeinde Nottuln eingegliedert, von der ein kleiner Teil an die Stadt Billerbeck fiel. Nottuln wurde Rechtsnachfolgerin des Amtes und in den neuen Kreis Coesfeld eingegliedert.

## Einwohnerentwicklung
| Jahr | Einwohner | Quelle |
| ---- | --------- | ------ |
| 1858 | 4407      | [ 2 ]  |
| 1871 | 4417      | [ 3 ]  |
| 1885 | 4522      | [ 4 ]  |
| 1910 | 5050      | [ 5 ]  |
| 1939 | 5876      | [ 6 ]  |
| 1950 | 8281      | [ 7 ]  |
| 1974 | 9490      | [ 7 ]  |